# Lista de episódios de Resurrection
Resurrection é uma série de televisão estadunidense sobre pessoas mortas que voltam à vida. A série estreou nos Estados Unidos em 9 de março de 2014, no canal ABC. Em 8 de Maio de 2014, a emissora confirmou que a série havia sido renovada para uma segunda temporada.
A série segue os habitantes da cidade de Arcadia, Missouri, cujas vidas são abaladas quando seus entes queridos voltam dos mortos, sem envelhecer. Entre os que voltaram, há Jacob Langston (Landon Gimenez), um garoto de oito anos que se afogou em 1982. Sendo encontrado com vida na China, Jacob é trazido de volta aos Estados Unidos por um Agente da Imigração chamado J. Martin ("Marty") Bellamy (Omar Epps), que desafia ordens e devolve Jacob aos seus pais, Henry (Kurtwood Smith) e Lucille (Frances Fisher). A repentina volta de Jacob inspira o xerife de Arcadia, Fred Langston (Matt Craven) e sua filha Dra. Maggie Langston (Devin Kelley), cuja esposa/mãe se afogou tentando salvar o garoto, a aprender mais sobre esse mistério.
Em 4 de maio de 2014, oito episódios de Resurrection foram exibidos, concluindo a primeira temporada.

## Descrição geral
| Temporada | Temporada | Episódios | Originalmente exibidos em | Originalmente exibidos em | Lançamentos em DVD (nos EUA) | Lançamentos em DVD (nos EUA) | Lançamentos em DVD (nos EUA) |
| Temporada | Temporada | Episódios | Estreia de temporada      | Final de temporada        | Região 1                     | Região 2                     | Região 4                     |
| --------- | --------- | --------- | ------------------------- | ------------------------- | ---------------------------- | ---------------------------- | ---------------------------- |
|           | 1         | 8         | 9 de março de 2014        | 4 de maio de 2014         | 10 de junho de 2014          | TBA                          | 6 de agosto de 2014          |
|           | 2         | 13        | TBA                       | TBA                       | TBA                          | TBA                          | TBA                          |

## Episódios

### 1ª Temporada (2014)
| Nº do episódio | Nº na temporada | Título                 | Dirigido por        | Escrito por                    | Data de exibição nos EUA | Audiência nos EUA (em milhões) |
| --- | --------------- | ---------------------- | ------------------- | ------------------------------ | ------------------------ | ------------------------------ |
| 1 | 1               | "The Returned"         | Charles McDougall   | Aaron Zelman                   | 9 de março de 2014       | 13.90                          |
| Quando o Agente de Imigração J. Martin Bellamy é designado para rastrear os pais de um menino de 8 anos chamado Jacob Langston, que acorda em um campo de arroz em algum lugar da China. Quando Bellamy aprende com Jacob de onde ele é, os dois vão para Arcadia, Missouri, onde — para a surpresa de Bellamy — é revelado que os pais de Jacob, Lucille e Henry, estão agora na casa dos 60 anos, e eles contam a Bellamy que Jacob morreu e foi sepultado há 32 anos, após seu afogamento. Essa descoberta envolve todos, que passam a fazer perguntas sobre o repentino aparecimento de Jacob, e o mistério se aprofunda quando outra pessoa, dada como morta, de repente volta à vida. |                 |                        |                     |                                |                          |                                |
| 2 | 2               | "Unearth"              | Dan Attias          | Thomas Schnauz                 | 16 de março de 2014      | 11.25                          |
| Caleb Richards volta para sua família, sem lembrar-se de sua morte por ataque cardíaco muitos anos antes. Seu filho, Ray, e filha, Elaine, estão emocionalmente divididos sobre sua volta, e Caleb retoma seus trabalhos tortuosos. Os Langstons precisam encontrar uma maneira de reintroduzir Jacob à sociedade – contando a verdade ou mentindo — e buscam a ajuda do Pastor Tom Hale, já que ele e Jacob eram amigos antes da morte do menino. Enquanto isso, o Xerife Langston descobre que sua esposa tinha um caso, e, de acordo com Jacob, o homem estava presente quando ele morreu. Quando questionado sobre exumar o corpo supostamente morto de Jacob, junto com o de sua esposa, o xerife prefere manter o passado enterrado. |                 |                        |                     |                                |                          |                                |
| 3 | 3               | "Two Rivers"           | Kevin Dowling       | Nicki Paluga                   | 23 de março de 2014      | 9.51                           |
| O túmulo de Jacob é exumado e seu corpo está lá dentro. Henry se esforça com a aceitação de Jacob ser seu filho. Enquanto isso, Bellamy e Maggie procuram no rio da cidade por uma conexão entre as mortes de Jacob Caleb. Eles descobrem que Caleb, antes de morrer, assaltou o banco onde sua filha Elaine atualmente trabalha. A decisão do Pastor Tom de apoiar a reaparição de Jacob o coloca em uma posição de desacordo com o resto da igreja. Ele então encontra outra pessoas que voltou dos mortos dentro de sua igreja. |                 |                        |                     |                                |                          |                                |
| 4 | 4               | "Us Against the World" | Ron Underwood       | Nathaniel Halpern              | 30 de março de 2014      | 8.39                           |
| A noiva de Tom, Rachael, que cometeu suicídio 12 anos atrás, voltou. Ele está em conflito entre seu casamento atual com Janine, e com sua ex-noiva Rachael. Bellamy e o Xerife Langston investigam o envolvimento de Caleb em um assalto à banco anterior, enquanto o banco é assaltado novamente e ele desaparece. Lucille começa a questionar Henry sobre seu envolvimento com Jacob. Maggie leva Jacob para tomar sorvete e ele sente que Caleb está se escondendo em uma fábrica abandonada da família Langston. Após a detenção, Caleb promete que esses eventos "estão apenas começando", deixando Bellamy mais preocupado com o que irá acontecer a seguir. |                 |                        |                     |                                |                          |                                |
| 5 | 5               | "Insomnia"             | Christopher Misiano | Michele Fazekas & Tara Butters | 6 de abril de 2014       | 8.05                           |
| A busca pelo dinheiro que Caleb escondeu começa, antes que as agências do governo federal cheguem em Arcadia, já que para eles, Caleb estava (e está) morto. Elaine conversa com ele e encontra pistas que levam ao dinheiro que ele roubou para que ela o utilizasse. Ela fala para Bellamy devolver o dinheiro a ele. Enquanto fazia isso, Bellamy aprende sobre outras mortes e outras crianças, incluindo uma do passado de Bellamy, quando ele devolveu um menino para sua família problemática de Chicago, mas que foi morta pelo seu pai. Maggie descobre que Rachael está grávida; Rachael implora para ele não contar a Tom. Caleb desaparece de sua cela e Bellamy sabe que tem algo a ver com o pesadelo de Jacob sobre os dois desaparecendo. |                 |                        |                     |                                |                          |                                |
| 6 | 6               | "Home"                 | Scott Winant        | Jessica Mecklenburg            | 13 de abril de 2014      | 7.46                           |
| O desaparecimento de Caleb coloca Bellamy e o Xerife Langston no limite, e para piorar, os residentes de Arcadia estão agora olhando para a situação com outros olhos. Maggie entra em contato com um amigo, Dr. Ward, do Instituto Nacional de Saúde para ajudar com os casos, acreditando que ele possa ajudar com Jacob apesar da desconfiança de Bellamy com agências federais. Seduzidos com a chance de ir a Maryland com Jacob, após Dr. Ward descobrir que as células tiradas de amostras de sangue de Jacob e Rachael podem possivelmente curar leucemia, Henry e Lucille rejeitam a oferta. Rachael conta a Tom que está grávida, e a notícia deixa Janine, que estava tentando ter um filho, mais aborrecida. Helen Edgerton, membro da igreja, expõe a verdade a congregação quando é revelado que Tom é o pai da criança de Rachael. A exposição não impede outras pessoas, quando Rachael é levada a força por um policial e um primo da vítima de Caleb. |                 |                        |                     |                                |                          |                                |
| 7 | 7               | "Schemes of the Devil" | Dan Attias          | Nathan Louis Jackson           | 27 de abril de 2014      | 7.85                           |
| Após Rachael ameaçar Gary Humphrey em uma cabana dizendo que ela não pode morrer, ela é baleada em uma luta com ele quando o xerife, Bellamy, e Tom chegam. Ela morre nos braços de Tom. Em um playground, Jacob faz amizade com uma menina chamada Jenny, que está vestida com roupas dos anos 1950. Depois ele deixa a sua casa em uma bicicleta, e seus pais o encontram no playground. Os pais de Jenny saem da floresta famintos. Como Jacob, ele e seus pais voltaram dos mortos. No escritório do xerife, uma grande número de ligações e aparecimentos de outros que voltaram acontece. Esperançoso, o xerife corre para casa esperando encontrar sua esposa Barbara. Entretanto, Maggie encontra sua mãe na casa de Sam Catlin (com quem teve um caso). Bellamy encontra Rachael viva e andando em uma estrada rural. |                 |                        |                     |                                |                          |                                |
| 8 | 8               | "Torn Apart"           | Dan Attias          | Aaron Zelman                   | 4 de maio de 2014        | 8.16                           |
| A novamente viva Rachael vê seu próprio corpo em uma maca no necrotério, mas afirma que ela é a mesma pessoa que era antes de ser baleada por Gary. Quando Barbara conta ao Xerife Langston que ela vai ficar com Sam Catlin, ele muda de ideia sobre os ressuscitados e prende algumas centenas das pessoas que voltaram, incluindo Barbara, dentro do ginásio da escola local. O seu plano produz efeitos negativos e Maggie é presa por não seguir uma ordem dada por um sargento que queria informações sobre os que voltaram. O pai dela promete que vai consertar tudo. Enquanto isso, Bellamy tenta ajudar a família de Jenny quando ele descobre as verdadeiras intenções do plano do xerife. A mãe de Jenny conta aos Langstons que ela e seu marido estão procurando pelo seu filho, que tem uma marca de nascença de uma lua crescente atrás em seu pescoço, na esperança de que ele também retorne. Bellamy e Jacob tentam deixar Arcadia para a segurança de Jacob. Enquanto eles são parados por forças governamentais, é revelado que Bellamy tem a marca de lua crescente que a mãe de Jenny descreveu. |                 |                        |                     |                                |                          |                                |

### 2ª Temporada
Em Maio de 2014, Resurrection foi renovada para uma segunda temporada, que vai consistiu de 13 episódios.
Episódio 01 - Revelation (br: ''Revelação'')
Episódio 02 - Echoes (br: ''Ecos'')
Episódio 03 - Multiple (br: ''Múltiplas'')
Episódio 04 - Old Scars (br: ''Cicatrizes antigas'')
Episódio 05 - Insomnia (br: ''Insônia'')
Episódio 06 - Afflictions (br: ''Aflições'')
Episódio 07 - Schemes of the Devil ''Esquemas do Mal'')
Episódio 08 - Forsaken (br: ''Abandonado'')
Episódio 09 - Aftermath (br: "Resultado")
Episódio 10 - Prophecy  (br: "Profecia")
Episódio 11 - True Believer (br: "Verdadeiro crente")
Episódio 12 - Steal Away (br: "Saída às escondidas")
Episódio 13 - Love in Return (br: "Recompensa do Amor") [Season Finale]